# Pieter Claesz
Pieter Claesz (Berchem, 1596, 1597 vagy 1590-es évek – Haarlem, 1660-as évek) holland festő, ki főleg csendéleteket festett. A holland festészet aranykorában alkotott. 

## Élete
Berchemben született, nem messze Antwerpentől. 1620-ban a Szent Lukács Céh tagja lett. 1620-ban Haarlem városába költözött, ahol megszületett fia, Nicolaes Pieterszoon Berchem (1620–1683).
Claesz és Willem Claesz Heda, ki szintén Haarlemben dolgozott, voltak az „ontbijt” legfontosabb képviselői. Visszafogott, jóformán egyszínű palettával festettek, a fény és a textúra finom használata volt az elsődleges kifejezőeszközük.  A két férfi megalapozta a haarlemi csendéletfestészet jeles hagyományát.
Claesz csendéletei gyakran allegorikus szándékot sugallnak, a koponyák az emberi halandóságra emlékeztetnek.
Pieter Claesz, noha Antwerpenben született, az egyik „leghollandabb” festő.

## Galéria
- Vanitas csendélet a spinárióval (1628), Rijksmuseum
- Vanits (1630), Mauritshuis
- Csendélet pitével és Römer pohárral (1644), Szépművészeti Múzeum, Budapest

## Fordítás
- Ez a szócikk részben vagy egészben  a   Pieter Claesz című angol Wikipédia-szócikk ezen változatának fordításán alapul.  Az eredeti cikk szerkesztőit annak laptörténete sorolja fel. Ez a jelzés csupán a megfogalmazás eredetét és a szerzői jogokat jelzi, nem szolgál a cikkben szereplő információk forrásmegjelöléseként.